# Émerson Carvalho da Silva
Émerson Carvalho da Silva (Brasil, 5 de enero de 1975) es un exfutbolista brasileño que se desempeñaba como defensa.
En 2000, Émerson Carvalho da Silva jugó 3 veces para la selección de fútbol de Brasil.

## Trayectoria

### Clubes
| Club                 | País     | Año       |
| -------------------- | -------- | --------- |
| Portuguesa Desportos | Brasil   | 1994-2002 |
| São Paulo            | Brasil   | 2002      |
| Shimizu S-Pulse      | Japón    | 2003      |
| Os Belenenses        | Portugal | 2004      |
| Paraná               | Brasil   | 2004      |
| Botafogo             | Brasil   | 2005      |
| Paraná               | Brasil   | 2006      |
| Ponte Preta          | Brasil   | 2006-2007 |

### Selección nacional
| Selección | País   | Año  |
| --------- | ------ | ---- |
| Absoluta  | Brasil | 2000 |

## Estadística de equipo nacional
| Selección de fútbol de Brasil | Selección de fútbol de Brasil | Selección de fútbol de Brasil |
| Año                           | Part.                         | Goles                         |
| ----------------------------- | ----------------------------- | ----------------------------- |
| 2000                          | 3                             | 0                             |
| Total                         | 3                             | 0                             |